# Дейв Гайнс
Дейв Гайнс (англ. Dave Hynes, нар. 17 квітня 1951, Кембридж) — американський хокеїст, що грав на позиції крайнього нападника. Грав за збірну команду США.

## Ігрова кар'єра
Професійну хокейну кар'єру розпочав 1973 року.
1971 року був обраний на драфті НХЛ під 56-м загальним номером командою «Бостон Брюїнс». 
Усю професійну клубну ігрову кар'єру, що тривала 6 років, провів, захищаючи кольори команди «Бостон Брюїнс», «Нью-Інгланд Вейлерс» та «Рочестер Американс».
Виступав за збірну США.

## Статистика ВХА та НХЛ
| Сезон     | Клуб                  | Ліга | Регулярний сезон | Регулярний сезон | Регулярний сезон | Регулярний сезон | Регулярний сезон | Плей-оф | Плей-оф | Плей-оф | Плей-оф | Плей-оф |
| Сезон     | Клуб                  | Ліга | І                | Г                | П                | О                | ШХ               | І       | Г       | П       | О       | ШХ      |
| --------- | --------------------- | ---- | ---------------- | ---------------- | ---------------- | ---------------- | ---------------- | ------- | ------- | ------- | ------- | ------- |
| 1973—1974 | «Бостон Брюїнс»       | НХЛ  | 3                | 0                | 0                | 0                | 0                | -       | -       | -       | -       | -       |
| 1974—1975 | «Бостон Брюїнс»       | НХЛ  | 19               | 4                | 0                | 4                | 2                | -       | -       | -       | -       | -       |
| 1976—1977 | «Нью-Інгланд Вейлерс» | ВХА  | 22               | 5                | 4                | 9                | 4                | -       | -       | -       | -       | -       |